# Цвета Божова
 Тази статия е за костурската учителка.  За книжарката от Ксанти вижте Цветана Божова.  
Цветана (Цвета) Орлова, по съпруг Божова и с псевдоними Ц. Б. и Скот (изписване до 1945 година: Цвѣтана Божова), е българска учителка и революционерка, деятелка на Вътрешната македоно-одринска революционна организация.

## Биография
Цвета Орлова е родена в 1873 година в костурското село Бобища, тогава в Османската империя, днес Верга, Гърция. В 1891 година завършва Солунската българска девическа гимназия. Учителства в Скопие и в демирхисарското село Кърчово. Жени се за Стоян Божов. Влиза във ВМОРО и става секретар на Демирхисарския революционен комитет. След смъртта на съпруга си в 1903 година със собствени пари въоръжава чета, която навлиза във Валовищко. Обезоръжена е на конгреса в Либяхово и върната в София.